# Verdrag van Chambord
Het Verdrag van Chambord werd gesloten op 15 januari 1552 op het Kasteel van Chambord door de de katholieke koning Hendrik II van Frankrijk en drie protestantse Duitse prinsen onder leiding van keurvorst Maurits van Saksen, waarbij de Drie Bisdommen, Metz, Toul en Verdun werden overgeheveld aan de Franse koning in ruil voor militaire en economische steun. Het verdrag is een voorbeeld van een ius quaesitum tertio of derdenbeding. De drie prinsen hadden geen aanspraak op de bisdommen.

## Context
Na zijn overwinning in de Schmalkaldische Oorlog (1546-1547) vaardigde Keizer Karel V het Interim van Augsburg uit. Bemiddelaar Maurits van Saksen voelde zich na verloop van tijd in de steek gelaten door de keizer. Tijdens het Beleg van Maagdenburg (1551) veranderde Maurits van kamp. Na de ondertekening van het verdrag van Chambord marcheerde Hendrik II op naar het hertogdom Lotharingen om de Drie Bisdommen te bezetten.

## Vervolg
In maart 1552 brak de Vorstenopstand uit. De keizerlijke troepen werden verslagen in Tirol. Keizer Karel V ontsnapte ternauwernood aan gevangenneming in Innsbruck en vluchtte naar Villach om nieuwe troepen te verzamelen. Ondertussen was zijn broer Ferdinand met Maurits en de andere protestantse vorsten aan het onderhandelen. In Passau tekenden beide partijen in augustus 1552 het Verdrag van Passau. De opstandige vorsten gaven hun bondgenootschap met Frankrijk op en de keizerlijken lieten hun gevangenen vrij. Inzake de godsdienstkwestie trachtten ze een compromis te formuleren, dat de basis zou vormen van de Godsdienstvrede van Augsburg van 1555. Pogingen hierna door Keizer Karel V om de Drie Bisdommen te herwinnen faalden. De Franse annexatie van de Drie Bisdommen werd pas in 1648 met de Vrede van Westfalen erkend.